# きーぽん
きーぽん（1976年9月18日 - ）は、日本のお笑いタレントで、ピン芸人である。女性。旧芸名はDJきーぽん（ディージェイきーぽん）。
栃木県上都賀郡粟野町（現・鹿沼市）出身。サンミュージックプロダクション所属。お笑いの活動の他に、ラジオやイベント、トークショーのMCやナレーターなども担当している。

## 来歴・人物
- 血液型はA型。実家は地元名産の「粟野そば」のお店。ちなみに一番人気は唐揚げセット。
- 姉[4] と弟が居る[5]。本名は『清美』とだけ、本人のブログで明かしている[6]。
- 高校生時代は山岳部だった[7]。
- 大学卒業後に東京都内のホテルに就職し、客に「声が綺麗」と褒められたことをきっかけに話す仕事を志す。その後アナウンサー養成学校で学んだ後ラジオ番組のアシスタントを勤め、DJに扮した芸が受けると考えて27歳で芸人デビュー[8]。
- ワタナベコメディスクールにおいて講師を務めることもあり、そこでは発声や滑舌などを教えている。
- 1997年に、知人の紹介で占い師に『織充（きよみ）』と、公で使う名前を改めさせてもらっていた。しかし特に運気が上がったとも思えなかったと判断し、2007年に今の本名に戻している[6]。
- 芸名の『きーぽん』は続けていくという意味の『KEEP ON』を由来として[8]、本名の愛称とを掛け合わせたものとされている。しかし最初に付いたマネージャーには、この芸名でやりたいと言ったところ反対され、やむなくしばらくは当時“本名”としていた『織充』で活動していたが、その後マネージャーが替わると現在の芸名に改めた（その後任のマネージャーはこの芸名に賛成したという）[9]。
- 他の芸人がネタで使う音源の製作もしている[10]。
- 以前は同じ事務所所属だったOH!ルーシーとのコラボライブ『ドライ・マティーニ』を、2008年8月7日・8月8日公演の回より行っている。
- 2010年5月に、約5年間所属していたワタナベエンターテインメントを離れ、サンミュージックへ移籍[11]。
- 2011年9月に、芸名を「きーぽん」に改名。理由は「DJネタをやらなくなっていた」ということからという[12]。
- 日本史と三国志の書物を好む[13]。音楽では洋楽ロックが好きで、特にエアロスミス[14]、ボン・ジョヴィのファン[4]。日本のロックではB'zのファン[14]。
  - 1993年に栃木県で開催された全国高等学校総合体育大会（インターハイ）の開会式で歌う合唱団員の一人にきーぽんが選ばれたが、開会式当日はB'zの渚園コンサートと重なり、合唱団を仕切っていた音楽教師に辞退を申し入れ最初は却下されたが、レポートを提出するなど何度も頼み込んだ末、ビートルズファンだったその教師もコンサートに行けなかった同様の経験をしていたなどのことから、最後には許可を得られたということがあった[14]。
- 2016年1月、男児を初出産、母親となる[15]。
- 転勤族の妻でもあり、35才で結婚した後東京、名古屋（2016年）[8]、札幌（2018年4月～2022年3月）、大阪（2022年4月～）と移り住んでいる[16]。
- 2022年2月11日放送「くにぽん」内において、夫が転勤で先に札幌を離れていること、残っていた本人と子供も年度末で札幌を離れることを公表した。その後大阪へと転居している[17]。
- 2024年4月大阪から再度札幌へ転居。「くにぽん」で発表し道民から歓迎を受けた。

## 芸風
「DJきーぽん」時代
- ステージ上でマルチトラックレコーダーを操作しながら、ラジオのディスクジョッキーのスタイルで喋りを展開していくというものだった[18]。
- 主なネタに『妙に気になるニュース』（間に『ニュース速報』を入れることも多い）、交通情報のパロディ、特技の早口言葉を生かして一気に読んでいくという『チャレンジニュース』。他に普通の本を官能小説風に読むなど、下ネタを演じることもあった[19]。
- 大抵、最後は『ここまでのお相手はDJきーぽんでした』といった台詞で締めていた[20]。

「きーぽん」時代
- 司会者に扮したネタなどで、喋りを主体にしたネタなどを披露している。物真似芸も披露し、レパートリーにはみのもんた、髙田明、家政婦のミタ、リフォーム番組のナレーター[21]、モナ・リザ等の世界の名画シリーズ、スターバックスのロゴマーク「サイレン」、ラックスCMのキャサリン・ゼタ＝ジョーンズなど[18]。
- スターバックスのサイレンのものまねをする「スタバママ」としても活動しており、Instagramで9000以上のフォロワーを持つ[8]。

名古屋在住時代の2017年にスタバママの芸風を考案し、1回限りの息抜きのつもりだったもののSNSに写真をアップロードした所、多くの反響があったのを機にスタバママとしてで愛知や栃木の店舗を巡った。
緑の髪に顔や服を白くしたサイレンのロゴマークの扮装で「SUTABAMAMA COFFEE」と表記された直径120cmの円形マークを手にしてスターバックスのチェーン店を訪問するというもので、背中には息子・小きーぽんを背負いつつ記念写真を撮り店の様子を綴った文章とともに、Instagramと自身の公式ブログで店舗訪問の様子を公開しており、これまでに約半分の都道府県を制覇している。
2018年5月にはスターバックスコーヒー・シアトル本社にスタバママとしての活動とCEOへの面会希望を伝えたところ、CEOには会えなかったが「日本を笑顔にしてくれてありがとう」「大切なお客様であり偉大なコメディアンであってくれてありがとう」と本社より返事が来た。

## 出演番組

### レギュラー出演中

#### ラジオ
- くにぽん（2020年10月2日より　金曜17:35-18:00、AIR-G'(FM北海道)

#### インターネット配信番組
- ジョッキーランキング!!～ニコジョッキー番組視聴数ランキング発表!!～　（2012年6月19日開始、ニコジョッキー）月1
- きーぽん&あかりのNews21　（2012年9月10日開始 隔週、ニコジョッキー）

#### ネットラジオ
- iTunes Podcast「なんであのとき放送局」 - 「なんであのときFM」（2017年3月23日より - 毎週木曜日配信）

トクマスタケシ氏が主宰するネットラジオ／名古屋・本山地区のディープな地域情報を発信するというコンセプトの番組。近所に住むおばちゃんとして息子「小きーぽん」とともに出演、番組を乗っ取りつつある。

### 過去の出演

#### テレビ
- くちコミ☆ジョニー!（日本テレビ） - 2007年11月8日・同年11月22日、『フリマのジョニー』コーナーに出演
- エンタの天使（日本テレビ系） - 第2回に出演、キャッチコピーは『1人よがりの気ままなRADIO』
- 新春ゴールデンピンクカーペット（フジテレビ系） - 2008年1月1日、キャッチコピーは『独立系ラジオステーション』
- おじょママ!P（関西テレビ） - 2008年3月16日
- エンタの神様（日本テレビ） - 2008年5月24日、キャッチコピーは『気ままなF-WAVE（ファンキーウェイブ）』
- 運命の数字（テレビ朝日）- 再現VTR出演
- 東京面断平（BS朝日）
- 超潜入！リアルスコープハイパー（フジテレビ系）-2011年2月26日・同年5月7日
- 神々の勲章（フジテレビ）- 2011年11月18日
- マネまねSHOW TV〜IT'S SHOW TIME〜（千葉テレビ放送）- 不定期出演

#### ラジオ
- レコメン!年越し特別企画（文化放送） - 2007年12月31日
- 夏だ! ラジオだ! バイノーラル祭り! （TOKYO FM、特別番組） - 2008年8月31日深夜（9月1日未明）27:00～29:00
- ツーミリオン＋（栃木放送） - 2014年12月1日 - 2015年9月29日（月曜・火曜レギュラー）
- Go!Go!ミヤ Sunday（ミヤラジ） - 2017年8月6日スタバママ 栃木ツアー中に ゲスト出演（14:00～14:30）
- まろにえクルーズ（栃木放送） - 2017年8月6日「はげましフレーズ」インタビュー／スタバママとして （15:15～15:25）
- LUV TRACKS（AIR-G'） - 2018年10月1日 - 2022年3月17日

#### インターネット配信番組
- ジョッキーランキング!!～ニコジョッキー番組視聴数ランキング発表!!～　（2012年6月19日開始、ニコジョッキー）月1
- きーぽん&あかりのNews21　（2012年9月10日開始 隔週、ニコジョッキー）

#### CM
- au （2007年6月10日～同年9月末、日本テレビの巨人戦ナイター中継内のみでの放送）

元木大介が解説者として出演していたもので、きーぽんはウグイス嬢のアナウンスで出演。

#### 舞台
- LIBERUSプロデュース 東京ギロティン倶楽部第一回公演「東京奇人博覧会」（2013年4月17日‐21日、新宿スペース・ゼロ）

#### その他
- R-1ぐらんぷり
  - 2007 2回戦まで進出
  - 2008 2回戦まで進出
  - 2009 2回戦まで進出
  - 2010 準決勝進出